# Motomiya

Motomiya (本宮市 Motomiya-shi?) este un municipiu din Japonia, prefectura Fukushima.